# Masters Doubles WCT 1977 - Doppio
Il doppio del torneo di tennis Masters Doubles WCT 1977, facente parte della categoria World Championship Tennis, ha avuto come vincitori Vijay Amritraj e Dick Stockton che hanno battuto in finale Vitas Gerulaitis e Adriano Panatta con il punteggio di 7–6, 7–6, 4–6, 6–3.

## Teste di serie
1. Wojciech Fibak /  Tom Okker (semifinali)

1. Ross Case /  Tony Roche (primo turno)

## Tabellone

### Legenda
| - Q = Qualificato - WC = Wild card - LL = Lucky loser | - ALT = Alternate - SE = Special Exempt - PR = Protected Ranking | - w/o = Walkover - r = Ritirato - d = Squalificato |

|  | Quarti di finale                 | Quarti di finale                 | Quarti di finale                 | Quarti di finale | Quarti di finale | Quarti di finale | Quarti di finale |  |  | Semifinali                       | Semifinali                       | Semifinali                       | Semifinali                       | Semifinali                   | Semifinali | Semifinali |   |   | Finale                           | Finale                           | Finale                           | Finale | Finale | Finale | Finale |  |
|  |                                  |                                  |                                  |                  |                  |                  |                  |  |  |                                  |                                  |                                  |                                  |                              |            |            |   |   |                                  |                                  |                                  |        |        |        |        |  |
|  | 1                                | Wojciech Fibak Tom Okker         | 6                                | 4                | 5                | 6                | 6                |  |  |                                  |                                  |                                  |                                  |                              |            |            |   |   |                                  |                                  |                                  |        |        |        |        |  |
|  |                                  | John Alexander Cliff Drysdale    | 3                                | 6                | 7                | 4                | 4                |  |  | Wojciech Fibak Tom Okker         | Wojciech Fibak Tom Okker         | Wojciech Fibak Tom Okker         | Wojciech Fibak Tom Okker         | 4                            | 4          | 3          |   |   |                                  |                                  |                                  |        |        |        |        |  |
|  | Vitas Gerulaitis Adriano Panatta | Vitas Gerulaitis Adriano Panatta | Vitas Gerulaitis Adriano Panatta | 6                | 3                | 7                | 6                |  |  | Vitas Gerulaitis Adriano Panatta | Vitas Gerulaitis Adriano Panatta | Vitas Gerulaitis Adriano Panatta | Vitas Gerulaitis Adriano Panatta | 6                            | 6          | 6          |   |   |                                  |                                  |                                  |        |        |        |        |  |
|  | Billy Martin Bill Scanlon        | Billy Martin Bill Scanlon        | Billy Martin Bill Scanlon        | 4                | 6                | 5                | 2                |  |  |                                  |                                  |                                  |                                  |                              |            |            |   |   | Vitas Gerulaitis Adriano Panatta | Vitas Gerulaitis Adriano Panatta | Vitas Gerulaitis Adriano Panatta | 6      | 6      | 6      | 3      |  |
|  | Vijay Amritraj Dick Stockton     | Vijay Amritraj Dick Stockton     | 6                                | 4                | 4                | 6                | 7                |  |  |                                  |                                  | Vijay Amritraj Dick Stockton     | Vijay Amritraj Dick Stockton     | Vijay Amritraj Dick Stockton | 7          | 7          | 4 | 6 |                                  |                                  |                                  |        |        |        |        |  |
|  | Ray Moore Ken Rosewall           | Ray Moore Ken Rosewall           | 4                                | 6                | 6                | 2                | 5                |  |  | Vijay Amritraj Dick Stockton     | Vijay Amritraj Dick Stockton     | Vijay Amritraj Dick Stockton     | Vijay Amritraj Dick Stockton     | 6                            | 6          | 6          |   |   |                                  |                                  |                                  |        |        |        |        |  |
|  |                                  | Corrado Barazzutti Eddie Dibbs   | Corrado Barazzutti Eddie Dibbs   | 3                | 6                | 7                | 6                |  |  | Corrado Barazzutti Eddie Dibbs   | Corrado Barazzutti Eddie Dibbs   | Corrado Barazzutti Eddie Dibbs   | Corrado Barazzutti Eddie Dibbs   | 4                            | 2          | 2          |   |   |                                  |                                  |                                  |        |        |        |        |  |
|  | 2                                | Ross Case Tony Roche             | Ross Case Tony Roche             | 6                | 3                | 6                | 4                |  |  |                                  |                                  |                                  |                                  |                              |            |            |   |   |                                  |                                  |                                  |        |        |        |        |  |